# Omloop Het Volk 1992
L'Omloop Het Volk 1992, quarantaseiesima edizione della corsa, si svolse il 29 febbraio per un percorso di 208 km, con partenza ed arrivo a Gent. Fu vinto dal belga Johan Capiot della squadra TVM-Sanyo davanti all'olandese Peter Pieters e all'altro belga Eric Vanderaerden.

## Ordine d'arrivo (Top 10)
| Pos. | Corridore             | Squadra                      | Tempo    |
| ---- | --------------------- | ---------------------------- | -------- |
| 1    | Johan Capiot          | TVM-Sanyo                    | 5h01'00" |
| 2    | Peter Pieters         | Tulip                        | s.t.     |
| 3    | Eric Vanderaerden     | Buckler                      | s.t.     |
| 4    | Olaf Ludwig           | Panasonic-Sportlife          | s.t.     |
| 5    | Fabio Baldato         | MG Boys Maglificio-Technogym | s.t.     |
| 6    | Alain Van Den Bossche | TVM-Sanyo                    | s.t.     |
| 7    | Wilfried Nelissen     | Panasonic-Sportlife          | s.t.     |
| 8    | Michel Zanoli         | Motorola                     | s.t.     |
| 9    | Jelle Nijdam          | Buckler                      | s.t.     |
| 10   | Benny Van Brabant     | La William-Duvel             | s.t.     |